# Gérard de Lairesse
Gérard de Lairesse  (Lüttich, 1641. szeptember 11. – Amszterdam, 1711. július 28.) flamand festő és művészettörténész.

## Élete
Apjának, Regnier de Lairesse-nek és Bertholet Flémalle-nak tanítványa; több alsó-rajnai és németalföldi várost látogatott meg, a végén Amszterdamban telepedett le, ahol rendkívüli tekintélynek örvendett. Művei híven tükrözik vissza korának franciás-akadémikus ízlését. Festményei főleg a drezdai, berlini, szentpétervári, kasseli, bécsi, párizsi, schwerini, oldenburgi, karlsruhei, amszterdami, braunschweigi gyűjteményekben láthatók. Számos rézkarcot is készített. A művészetről való elméleti nézetei a Het groot schilderboek című munkában (Amszterdam, 1707, 2. kiadás uo. 1712) vannak összefoglalva.

## Művei
- 105 illusztrációk: Godefridi Bidloo, Medicinae Doctoris & Chirurgi, Anatomia Hvmani Corporis: Centum & quinque Tabvlis Per artificiosiss. G. De Lairesse ad vivum delineatis, Demonstrata, Veterum Recentiorumque Inventis explicata plurimisque, hactenus non detectis, Illvstrata. Amsterdam 1685
- 1690 Govard Bidloo: Az emberi test anatómiája című művéhez készített rézkarcok